# ケーテ予想
ケーテ予想 (ケーテよそう、Köthe conjecture) は、数学において2010年現在未解決の環論の問題である。この予想は様々に定式化される。R を環とする。予想の 1 つの述べ方は以下のようになる。R が {0} 以外に冪零元イデアル (nil ideal) を持たないならば、{0} 以外に冪零元片側イデアルを持たない。
この問題はゴットフリート・ケーテ (Gottfried Köthe, 1905–1989) によって1930年に提出された。ケーテ予想は、polynomial identity ringや右ネーター環のような、様々な環のクラスに対して正しいことが証明されているが、一般的な解決には至っていない。

## 同値な定式化
予想は様々な異なる定式化を持つ：
1. （ケーテ予想）任意の環において、2 つの nil 左イデアルの和は nil である。
2. 任意の環において、2 つの片側 nil イデアルの和は nil である。
3. 任意の環において、環のすべての nil 左または右イデアルは環の upper nil radical に含まれる。
4. 任意の環 R と R の任意の nil イデアル J に対して、行列イデアル Mn(J) は任意の n に対して Mn(R) の nil イデアルである。
5. 任意の環 R と R の任意の nil イデアル J に対して、行列イデアル M2(J) は M2(R) の nil イデアルである。
6. 任意の環 R に対して、Mn(R) の upper nilradical は、任意の正の整数 n に対して、成分が R の upper nilradical の元であるような行列全体の集合である。
7. 任意の環 R と R の任意の nil イデアル J に対して、不定元が x で係数が J に入る多項式は、多項式環 R[x] のジャコブソン根基に入る。
8. 任意の環 R に対して、R[x] のジャコブソン根基は係数が R の upper nilradical の元であるような多項式全体からなる。

## 関連した問題
Amitsur による次の予想があった：「J が R の nil イデアルであれば、J[x] は多項式環 R[x] の nil イデアルである。」この予想は、もし正しければ、上記の同値な主張を通してケーテ予想を証明するのであるが、しかしながら、Agata Smoktunowicz によって反例が作られた。これはケーテ予想の反証ではないものの、ケーテ予想は一般には誤りかもしれないという疑惑を焚き付けた。
(Kegel 1962) において、2 つの冪零部分環の直和であるような環はそれ自身冪零であることが証明された。「冪零 (nilpotent)」を「局所冪零 (locally nilpotent)」あるいは「冪零元 (nil)」で置き換えることができるか否かという問題が生じた。Kelarev が nil ではないが 2 つの局所冪零環の直和である環の例を作ったときに部分的に進展した。これは Kegel の問題で「冪零」を「局所冪零」にしたものは誤りであることを示している。
1 つの冪零部分環と 1 つの nil 部分環の和は必ず nil である。